# 桑布
桑布是巴拿马达连省切皮加纳区的一个城市，2010年是人口为931。该市2000年时人口为762，1990年时人口为747.